# Desa Ngajaran (administrativ by i Indonesien, lat -6,90, long 111,57)
Desa Ngajaran är en administrativ by i Indonesien.   Den ligger i provinsen Jawa Tengah, i den västra delen av landet, 500 km öster om huvudstaden Jakarta.